# ويليام كوبر بران
ويليام كوبر بران (بالإنجليزية: William Cowper Brann)‏ هو محرر وصحفي أمريكي، ولد في 4 يناير 1855 في هامبولد في الولايات المتحدة، وتوفي في 1 أبريل 1898 في واكو في الولايات المتحدة.